# Крищенко, Андрей Евгеньевич
Андрей Евгеньевич Крищенко (укр. Андрій Євгенович Крищенко; род. 5 ноября 1972, Доманёвка, Николаевская область) — украинский военный и государственный деятель; начальник полиции Киева, заместитель председателя Киевской городской государственной администрации.

## Биография
Родился 5 ноября 1972 года, Доманёвка, Николаевская область.
2003 окончил Донецкий институт внутренних дел при Донецком национальном университете.
1990-1992 — проходил военную службу в армии СССР.
1992 начинал в Горловке начал работать милиционером ППС Калининского райотдела. 1994-2007 — работал в Горловке в отделе по борьбе с организованной преступностью и в областном управлении. С 2007 – начальник Артемовского отдела по борьбе с организованной преступностью.
2011 – возглавил Знаменский горотдел милиции ГУМВД Украины в Кировоградской области, в 2013 году – УБОП в Кировоградской области. После победы Евромайдана возглавил УМВД Горловки.
В апреле 2014 года защищал свой пост — отстреливался с полковником Германом Приступой от пророссийских боевиков во время трехчасового штурма, сбросил российский флаг и наемника с крыши управления. 
С 10 июля 2014 — и.о руководителя Славянской райгосадминистрации.
С декабря 2014 — начальник УБОП ГУМВД в Донецкой области.
С 15 декабря 2015 по 10 августа 2021 — начальник полиции Киева.
23 сентября 2021 Киевским городским советом утвержден Заместителем Председателя Киевской городской государственной администрации по вопросам осуществления самоуправляющихся полномочий. 
После полномасштабного вторжения РФ в Украину пошел добровольцем на фронт. Воюет на Бахмутском направлении в 4-й бригаде Национальной гвардии.